# لاكون

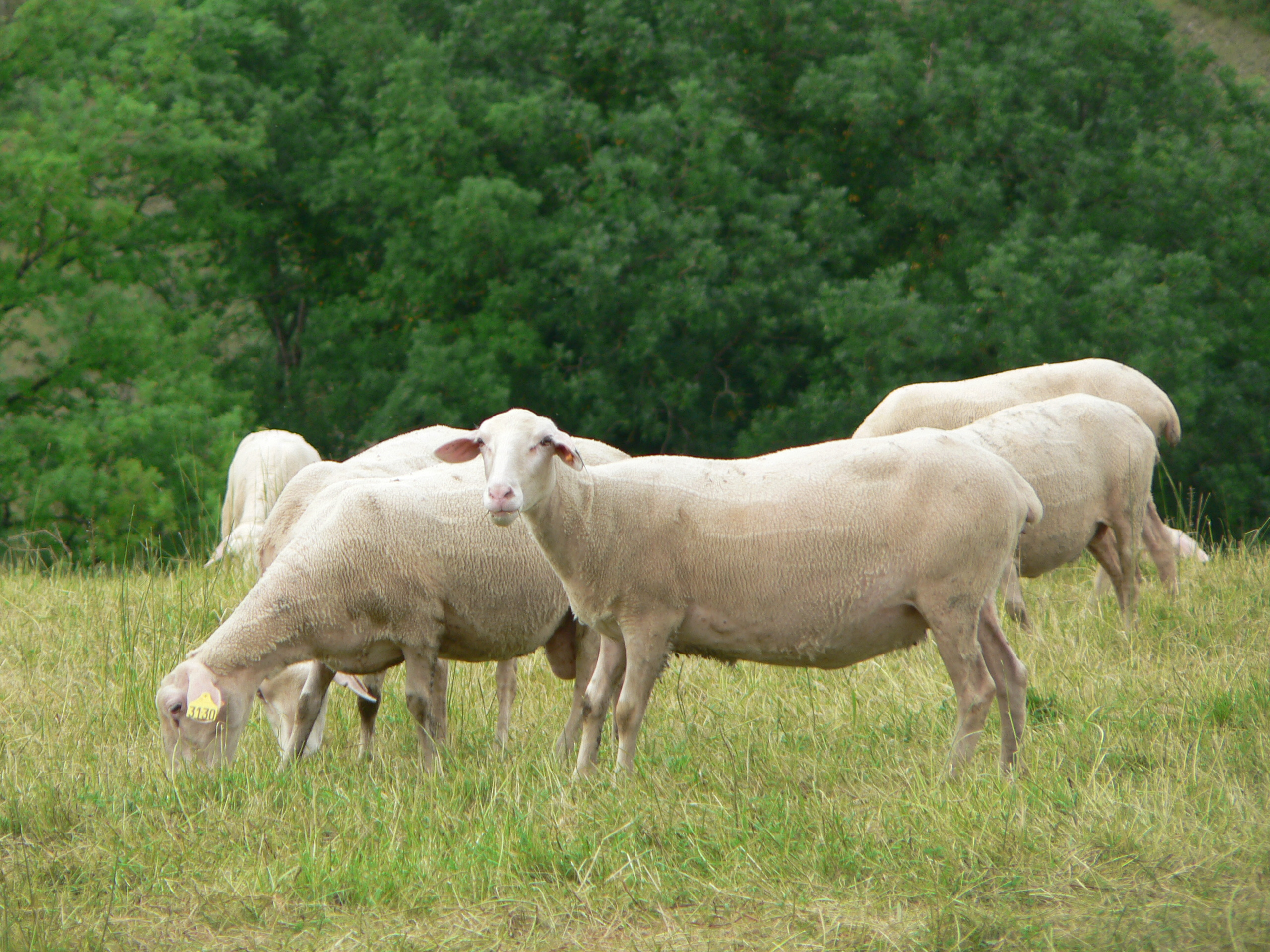
صورة لنعاج من سلالة لاكون

لاكون (بالفرنسية: Lacaune)‏ هي سلالة غنم فرنسية بأهلية مزدوجة، تربى من أجل حليبها الذي يستخدم أساسا في صناعة الجبن (روكفور) ومن أجل لحومها.